# Harald V

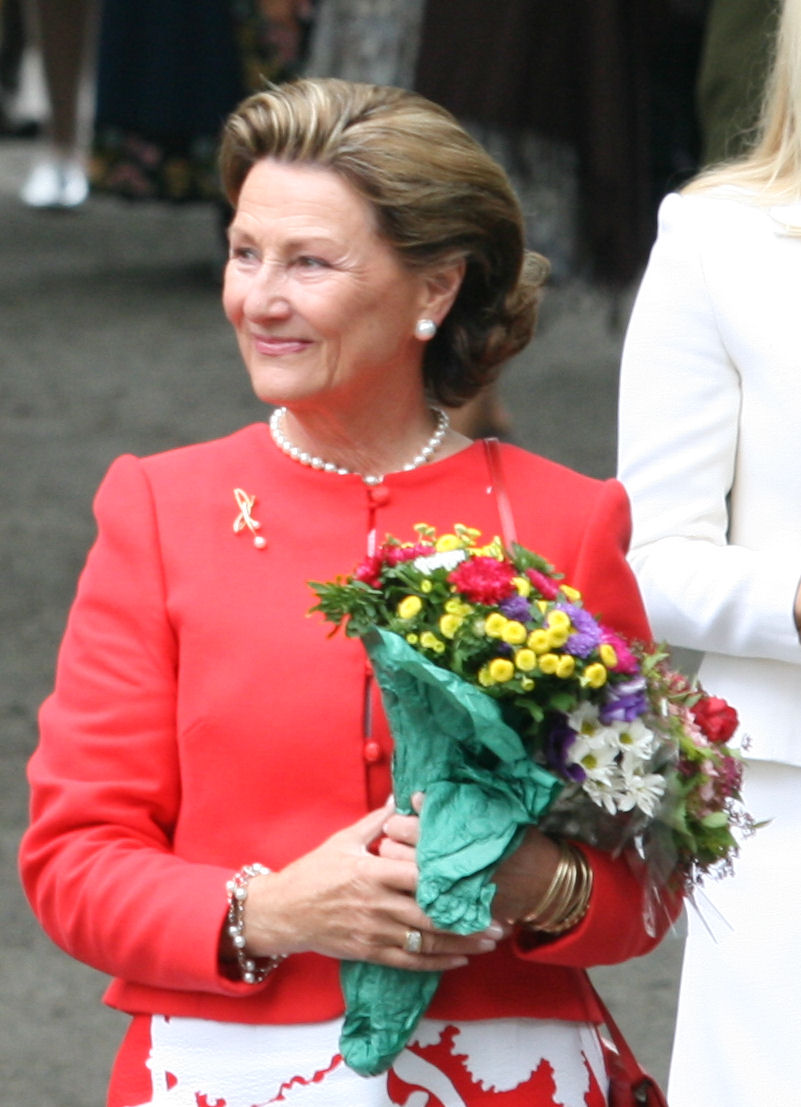
Królowa Sonja – małżonka Haralda V

Harald V (ur. 21 lutego 1937 w Skaugum) – król Norwegii od 17 stycznia 1991 roku. Jest pierwszym władcą norweskim urodzonym na norweskiej ziemi od 567 lat.
W 1968 roku ożenił się z Sonją Haraldsen. Ma z nią dwoje dzieci – Martę Ludwikę (ur. 1971) i Haakona Magnusa (ur. 1973).

## Życiorys

### Narodziny i chrzest
Urodził się 21 lutego 1937 roku w Skaugum, niedaleko Oslo, jako syn następcy norweskiego tronu, Olafa Glücksburga (przyszłego króla Olafa V), oraz jego żony, Marty Bernadotte. Otrzymał imię Harald. Nosiło je wcześniej czterech norweskich władców  – Harald I Pięknowłosy, Harald II Szara Opończa, Harald III Srogi oraz Harald IV Gille. 
Jego chrzest odbył się 31 marca 1937 roku w kaplicy Pałacu Królewskiego w Oslo. Rodzicami chrzestnymi zostali: jego dziadek i babcia ze strony ojca, Haakon VII (król Norwegii) i Maud Koburg (królowa Norwegii), dziadek i babcia ze strony matki, Karol Bernadotte (książę Västergötlandu) i Ingeborga Glücksburg (księżna Västergötlandu), a także: Leopold III Koburg (król Belgów), Jerzy VI (król Wielkiej Brytanii), Maria Teck (królowa Wielkiej Brytanii) i Ingryda Bernadotte (żona następcy tronu Danii). 
Miał dwie starsze siostry – Ragnhildę (1930-2012) i Astrydę (ur. 1932). Mimo że Harald był najmłodszym z rodzeństwa, zajął drugie miejsce w linii sukcesji do norweskiego tronu, za swoim ojcem. Ówcześnie bowiem nie dopuszczano kobiet do dziedziczenia tronu.

### Młodość
Dzieciństwo Haralda w Norwegii upływało spokojnie aż do II wojny światowej. Gdy wojska niemieckie zaatakowały Norwegię 9 kwietnia 1940, Marta Bernadotte uciekła z Haraldem i jego siostrami do Szwecji, a następnie Stanów Zjednoczonych, gdzie przeczekała okres wojny. 
Ukończył Oslo Katedralskole w 1955 i rozpoczął studia na Uniwersytecie w Oslo w tym samym roku. Uczęszczał również do Norweskiej Szkoły Oficerów Kawalerii w Trandum i zapisał się do Norweskiej Akademii Wojskowej, którą ukończył w 1959 roku.

### Następca tronu
21 września 1957 roku ojciec Haralda zasiadł na norweskim tronie jako Olaf V, a sam Harald został księciem koronnym (następcą tronu).
Po odbyciu obowiązkowej służby wojskowej rozpoczął studia w Oksfordzie. Tam w latach 1960-1962 uczęszczał na wykłady z nauk społecznych, historii i ekonomii w Balliol College.
Trzykrotnie (w 1964, 1968 i 1972) startował jako żeglarz na igrzyskach olimpijskich.

### Król Norwegii
Olaf V zmarł na zawał serca 17 stycznia 1991 roku. W tej sytuacji Harald, jako następca tronu, wstąpił na norweski tron i postanowił kontynuować dewizę swojego ojca i dziadka – „Alt for Norge” (pol. „Wszystko dla Norwegii”).
W 1992 roku ustanowił Kong Olav Vs kreftforskningspris – nagrodę badawczą przyznawaną corocznie przez Norweskie Towarzystwo Onkologiczne badaczowi, który wyróżnił się swoim zaangażowaniem naukowym w walce z rakiem. Jest to najwyższa nagroda przyznawana przez Norweskie Towarzystwo Onkologiczne.
Miał raka pęcherza moczowego w 2003 roku i zwężenie aorty w 2005 roku.
Poparcie Norwegów dla monarchii sięga ok. 80%. Powszechnie uważa się, że król bardzo dobrze wykonuje swoje obowiązki i jest bardzo lubiany. Trond Norén Isaksen, norweski historyk, szukając przyczyny tego stanu rzeczy, powiedział: „Myślę, że empatia, jaką okazuje ludziom, jest ważnym powodem, dla którego jest tak popularny. Ludzie troszczą się o niego. Widać to, gdy był chory. Było wielu, którzy martwili się o to, jak sobie radzi. To nie jest oczywista sprawa”. Na początku 2022 roku podjęto jednak próbę uczynienia z Norwegii republiki. Inicjatorką obalenia monarchii była Anette Trettebergstuen, która zaledwie rok wcześniej przysięgała wierność królowi, obejmując stanowisko ministra kultury i równości płci. Ostatecznie parlament w głosowaniu opowiedział się za utrzymaniem monarchii. Wydarzenie to było jednak przedmiotem debaty publicznej – miały miejsce również różnego rodzaju manifestacje poparcia dla rodziny królewskiej. Sama Anette Trettebergstuen tłumaczyła po przegranym głosowaniu: „Kocham norweską rodzinę królewską i uważam, że wspaniale jest spotykać się z królem i księciem koronnym”. Wielu członków parlamentu wyraziło swoje poparcie dla monarchii i negatywnie oceniło próbę jej obalenia. Poparcie dla rodziny królewskiej w wyniku tego wydarzenia umocniło się i nadal – według przeprowadzonych później sondaży – wynosiło 84%.

## Małżeństwo i potomstwo
W 1959 roku związał się z krawcową, Sonją Haraldsen. Z racji tego, że nie pochodziła ona z arystokratycznej rodziny i nie miała dobrego wykształcenia, początkowo nie traktowano poważnie tej relacji. Uważano, że żona Haralda – ponieważ zostanie w przyszłości królową Norwegii – powinna pochodzić z królewskiego rodu. Odpowiednimi kandydatkami wydawały się księżniczki z rodzin panujących: m.in. Zofia Glücksburg, Irena Orańska-Nassau, Małgorzata Bernadotte, Aleksandra Windsor, Irena Glücksburg, Małgorzata Orańska-Nassau czy Brygida Bernadotte.
W 1968 roku Harald miał powiedzieć swojemu ojcu, że jeśli kiedykolwiek się ożeni, to jedynie z Sonją. Olaf V, który przez prawie dekadę nie chciał dopuścić do ślubu syna ze zwykłą krawcową, ostatecznie uległ i wyraził zgodę na ślub Haralda z Sonją. Z okazji zaręczyn Harald podarował narzeczonej pierścionek należący wcześniej do jego matki. Ślub następcy tronu z Sonją Haraldsen miał miejsce 29 sierpnia 1968 roku w katedrze w Oslo.
Para ma dwoje dzieci:
- Marta Ludwika (nor. Märtha Louise; ur. 22 września 1971 w Oslo). W latach 2002–2017 była żoną norweskiego pisarza, Ariego Behna. Ma z nim trzy córki – Maud Angelikę (ur. 2003), Leah Isadorę (ur. 2005) i Emmę Tallulah (ur. 2008). Od 2019 roku jest w związku z szamanem, Durekiem Verrettem.
- Haakon Magnus (nor. Haakon Magnus; ur. 20 lipca 1973 w Oslo) – książę koronny (następca tronu) Norwegii. W 2001 roku ożenił się z Mette-Marit Tjessem Høiby. Ma z nią dwoje dzieci – Ingrid Aleksandrę (ur. 2004) i Sverre'a Magnusa (ur. 2005). Haakon jest również ojczymem dla Mariusa, syna swojej żony z poprzedniego związku.

## Upamiętnienie
- Na jego cześć nazwano fragment wybrzeża Antarktydy – Wybrzeże Księcia Haralda[22].
- Kristin Storrusten wydała książkę dla dzieci – „Konge!” (pol. „Król!”) – której głównym bohaterem jest Harald V[23].

## Tytulatura
21 lutego 1937 – 21 września 1957: Jego Królewska Wysokość książę Harald
21 września 1957 – 17 stycznia 1991: Jego Królewska Wysokość książę koronny Norwegii
Od 17 stycznia 1991: Jego Królewska Mość król Norwegii

## Odznaczenia

### Norweskie
- Krzyż Wielki z Łańcuchem Orderu Świętego Olafa[24]
- Krzyż Wielki Norweskiego Orderu Zasługi[24]
- Medal św. Olafa[24]
- Medal Sił Zbrojnych z Gałązką Laurową[24]
- Medal 100-lecia Domu Królewskiego[24]
- Medal Pamiątkowy Haakona VII 1 października 1957[24]
- Medal Jubileuszowy Haakona VII 1905-1955[24]
- Medal 100-lecia Haakona VII[24]
- Medal Pamiątkowy Olafa V 30 stycznia 1991[24]
- Medal Jubileuszowy Olafa V 1957-1982[24]
- Medal 100-lecia Olafa V[24]
- Medal Sił Zbrojnych z 3. gwiazdkami[24]
- Medal Sił Zbrojnych za Służbę Krajową z 3. złotymi gwiazdkami – Siły Lądowe[24]
- Odznaka honorowa Związku Weteranów Wojennych Krigsdeltakerforbundet[24]
- Odznaka honorowa Norweskiego Czerwonego Krzyża[24]
- Odznaka honorowa Norweskiego Związku Oficerów Rezerwy[24]
- Złoty Medal Zasługi Sjømilitære Samfund[24]
- Odznaka honorowa Norweskiego Towarzystwa Strzeleckiego[24]
- Medal 100-lecia Norweskiej Konfederacji Sportu[24]
- Złoty Medal Pamiątkowy Norweskiego Towarzystwa Strzeleckiego[24]
- Złota odnaka honorowa Oslo Militære Samfunds[24]

### Zagraniczne[25]
- Krzyż Wielki Orderu Królewskiego Wiktorii (Wielka Brytania, 1955)[24]
- Order Słonia (Dania, 1958)[24][26]
- Krzyż Wielki z Łańcuchem Orderu Białej Róży (Finlandia, 1961)[24][27]
- Wielka Gwiazda Odznaki Honorowej za Zasługi dla Republiki Austrii (Austria, 1964)[24][28]
- Krzyż Wielki Orderu Zasługi Republiki Włoskiej (Włochy, 1965)[24][29]
- Order Jugosłowiańskiej Wielkiej Gwiazdy (Jugosławia)[24]
- Wielki Komandor Orderu Danebroga (Dania, 1991)[24][26]
- Krzyż Wielki Klasy Specjalnej Orderu Zasługi Republiki Federalnej Niemiec (Niemcy, 1994)[24]
- Królewski Łańcuch Wiktorii (Wielka Brytania, 1994)[24]
- Order Orła Białego (Polska, 1995)[24][30][31]
- Krzyż Wielki z Łańcuchem Orderu Krzyża Ziemi Maryjnej (Estonia, 1998)[24][32]
- Łańcuch Krzyża Wielkiego Orderu Gwiazdy Rumunii (Rumunia, 1999)[24][33]
- Krzyż Wielki Udekorowany Wielką Wstęgą Orderu Zasługi Republiki Włoskiej (Włochy, 2001)[24][34]
- Order Podwiązki (Wielka Brytania, 2001)[24][35][36]
- Order Podwójnego Białego Krzyża I klasy (Słowacja, 2010)[37]
- Order za Wybitne Zasługi (Słowenia, 2011)[38]
- Wielki Order Króla Tomisława z Wstęgą i Wielką Gwiazdą Poranną (Chorwacja, 2011)[24][39]
- Order Gwiazdy Białej I klasy z Łańcuchem (Estonia, 2014)[24][40]
- Łańcuch Orderu Wyzwoliciela San Martina (Argentyna, 2018)[24][41]
- Łańcuch Orderu Zasługi (Chile, 2019)[24][42]
- Wielka Wstęga Orderu Leopolda (Belgia)[24]
- Wielki Łańcuch Orderu Krzyża Południa (Brazylia)[24]
- Order Stara Płanina (Bułgaria)[24]
- Krzyż Wielki Legii Honorowej (Francja)[24]
- Krzyż Wielki Orderu Zbawiciela (Grecja)
- Order Złotego Runa (Hiszpania)
- Łańcuch Orderu Karola III (Hiszpania)
- Kawaler Krzyża Wielkiego Orderu Lwa Niderlandzkiego (Holandia)
- Wielka Wstęga Orańskiego Orderu Domowego (Holandia)
- Order Złotej Arki (Holandia)
- Krzyż Wielki z Łańcuchem Orderu Sokoła Islandzkiego (Islandia)
- Łańcuch z Orderem Chryzantemy (Japonia)
- Krzyż Wielki z Łańcuchem Orderu Al-Husajna ibn Alego (Jordania)[24]
- Wielki Krzyż ze Złotym Łańcuchem Orderu Witolda Wielkiego (Litwa)
- Order Domowy Złotego Lwa Nassau (Luksemburg)
- Krzyż Wielki Orderu Zasługi Adolfa de Nassau (Luksemburg)
- Komandor Krzyża Wielkiego z Łańcuchem Orderu Trzech Gwiazd (Łotwa)
- Krzyż Wielki z Łańcuchem Orderu Wojskowego Świętego Jakuba od Miecza (Portugalia)
- Krzyż Wielki Orderu Wojskowego Avis (Portugalia)
- Wielki Łańcuch Orderu Infanta Henryka (Portugalia)
- Krzyż Wielki Orderu Dobrej Nadziei (RPA)
- Order Królewski Serafinów (Szwecja)
- Krzyż Wielki z Łańcuchem Orderu Chula Chom Klao (Tajlandia)[24]
- Krzyż Wielki z Łańcuchem Orderu Zasługi Republiki Węgierskiej (Węgry)

### Odznaczenia niepaństwowe
- Złoty Order Olimpijski (MKOl ,1994)[43]

## Genealogia
| Prapradziadkowie                             | król Danii Chrystian IX (1818-1906) ∞1842 Luiza z Hesji-Kassel (1817-1898)     | król Szwecji Karol XV (1826-1872) ∞1851 Ludwika Orańska (1828-1871)            | Albert von Sachsen-Coburg und Gotha (1819-1861) ∞1840 królowa Wielkiej Brytanii Wiktoria Hanowerska (1819-1901) | król Danii Chrystian IX (1818-1906) ∞1842 Luiza z Hesji-Kassel (1817-1898)        | król Szwecji Oskar I (1799-1859) ∞1823 Józefina de Beauharnais (1807-1876)     | Wilhelm I Nassau (1792-1839) ∞1829 Paulina Fryderyka Wirtemberska (1810-1856)  | król Danii Chrystian IX (1818-1906) ∞1842 Luiza z Hesji-Kassel (1817-1898)     | król Szwecji Karol XV (1826-1872) ∞1851 Ludwika Orańska (1828-1871)            |
| Pradziadkowie                                | król Danii Fryderyk VIII (1843-1912) ∞1869 Luiza Bernadotte (1851-1926)        | król Danii Fryderyk VIII (1843-1912) ∞1869 Luiza Bernadotte (1851-1926)        | król Wielkiej Brytanii Edward VII (1841-1910) ∞1863 Aleksandra Duńska (1844-1925)                               | król Wielkiej Brytanii Edward VII (1841-1910) ∞1863 Aleksandra Duńska (1844-1925) | król Szwecji Oskar II (1829-1907) ∞1857 Zofia Wilhelmina Nassau (1836-1913)    | król Szwecji Oskar II (1829-1907) ∞1857 Zofia Wilhelmina Nassau (1836-1913)    | król Danii Fryderyk VIII (1843-1912) ∞1869 Luiza Bernadotte (1851-1926)        | król Danii Fryderyk VIII (1843-1912) ∞1869 Luiza Bernadotte (1851-1926)        |
| Dziadkowie                                   | król Norwegii Haakon VII (1872-1957) ∞1896 Maud Koburg (1869-1938)             | król Norwegii Haakon VII (1872-1957) ∞1896 Maud Koburg (1869-1938)             | król Norwegii Haakon VII (1872-1957) ∞1896 Maud Koburg (1869-1938)                                              | król Norwegii Haakon VII (1872-1957) ∞1896 Maud Koburg (1869-1938)                | Karol Bernadotte (1861-1951) ∞1897 Ingeborga Glücksburg (1878-1958)            | Karol Bernadotte (1861-1951) ∞1897 Ingeborga Glücksburg (1878-1958)            | Karol Bernadotte (1861-1951) ∞1897 Ingeborga Glücksburg (1878-1958)            | Karol Bernadotte (1861-1951) ∞1897 Ingeborga Glücksburg (1878-1958)            |
| Rodzice                                      | król Norwegii Olaf V Glücksburg (1903-1991) ∞1929 Marta Bernadotte (1901-1954) | król Norwegii Olaf V Glücksburg (1903-1991) ∞1929 Marta Bernadotte (1901-1954) | król Norwegii Olaf V Glücksburg (1903-1991) ∞1929 Marta Bernadotte (1901-1954)                                  | król Norwegii Olaf V Glücksburg (1903-1991) ∞1929 Marta Bernadotte (1901-1954)    | król Norwegii Olaf V Glücksburg (1903-1991) ∞1929 Marta Bernadotte (1901-1954) | król Norwegii Olaf V Glücksburg (1903-1991) ∞1929 Marta Bernadotte (1901-1954) | król Norwegii Olaf V Glücksburg (1903-1991) ∞1929 Marta Bernadotte (1901-1954) | król Norwegii Olaf V Glücksburg (1903-1991) ∞1929 Marta Bernadotte (1901-1954) |
| Harald V (ur. 21 lutego 1937), król Norwegii |                                                                                |                                                                                | |                                                                                   |                                                                                |                                                                                |                                                                                |                                                                                |